# François Couperin
François Couperin, född 10 november 1668 i Paris, död 12 september 1733 i Paris, var en fransk kompositör inom barockmusiken, cembalist och organist. 
Han var också känd som Couperin le grand, alltså Couperin den store, för att skilja honom från de andra i Couperin-familjen som alla var musiker. Han komponerade en del musik för cembalo i barockstil. Han använde sig också av medeltida musikaliska grepp, bland annat monofonisk sång sida vid sida med polyfonisk notation, något som bland annat förekom inom gregoriansk sång. Utom triosonater och ett par orgelmässor skrev han även fyra böcker, Pièces de clavecin (1713–30), med därtill anslutna fyra så kallade Concerts royaux, samt ett teoretiskt studieverk, L'art de toucher le clavecin (1717). Couperins klaververk utgavs i fyra band av Friedrich Chrysander i Denkmäler der Tonkunst.
Couperin har fått nedslagskratern Couperin på Merkurius uppkallad efter sig.